# Kabinett Kleist
Das Kabinett Kleist war die 16. Regierung Grönlands.

## Entstehung
Wie zuvor erwartet worden war, ging die Inuit Ataqatigiit aus der Wahl als deutlicher Sieger hervor. Bereits im Voraus hatte der Parteivorsitzende Kuupik Kleist erklärt keine Koalition mit der Siumut, die seit Einführung der Hjemmestyre 1979 ununterbrochen an der Macht gewesen war, einzugehen. Am 3. Juni 2009 unternahm die Partei Sondierungsgespräche mit den Demokraatit, der Atassut und der Kattusseqatigiit Partiiat. Am 7. Juni wurde bekanntgegeben, dass Inuit Ataqatigiit, Demokraatit und Kattusseqatigiit eine Regierung bilden werden. Drei Tage später wurde das Kabinett vorgestellt.
Am 11. März 2011 kam es zu großflächigen Umgestaltungen in der Regierung. Grund war die von Palle Christiansen eingegangene Zusammenarbeit zwischen der Regierung und Air Iceland, nach der Dienst- und Privatreisen der Regierungsmitglieder mit einer ausländischen Fluggesellschaft statt mit Air Greenland durchgeführt werden sollten. Dies wurde damit begründet, dass Air Iceland das günstigere Angebot gemacht hatte. Die Entscheidung führte zu starker Kritik, die schließlich darin resultierte, dass Palle Christiansen das Finanzressort abgeben musste. Stattdessen erhielt er die Hälfte des Ministeriums von Mimi Karlsen, die zudem das Ministerium von Maliina Abelsen erhielt, die wiederum neue Finanzministerin wurde. Ane Hansen übernahm zudem das Ressort für Nahrungsmittelkontrolle/Veterinäraufsicht von Ove Karl Berthelsen, Anthon Frederiksen das Justizressort und Jens B. Frederiksen das Klimaressort von Premierminister Kuupik Kleist.

## Kabinett
| Minister                                       | Ministerium                                           | Anmerkung             |
| ---------------------------------------------- | ----------------------------------------------------- | --------------------- |
| Kuupik Kleist (Inuit Ataqatigiit)              | Premierminister                                       |                       |
| Maliina Abelsen (Inuit Ataqatigiit)            | Familie                                               | bis zum 11. März 2011 |
| Maliina Abelsen (Inuit Ataqatigiit)            | Finanzen                                              | ab dem 11. März 2011  |
| Ove Karl Berthelsen (Inuit Ataqatigiit)        | Erwerb, Rohstoffe und Nahrungsmittelkontrolle         | bis zum 11. März 2011 |
| Ove Karl Berthelsen (Inuit Ataqatigiit)        | Rohstoffe und Erwerb                                  | ab dem 11. März 2011  |
| Palle Christiansen (Demokraatit)               | Finanzen und Nordische Zusammenarbeit                 | bis zum 11. März 2011 |
| Palle Christiansen (Demokraatit)               | Bildung, Forschung und Nordische Angelegenheiten      | ab dem 11. März 2011  |
| Anthon Frederiksen (Kattusseqatigiit Partiiat) | Inneres                                               | bis zum 11. März 2011 |
| Anthon Frederiksen (Kattusseqatigiit Partiiat) | Inneres und Justiz                                    | ab dem 11. März 2011  |
| Jens B. Frederiksen (Demokraatit)              | Wohnungswesen, Infrastruktur und Verkehr              | bis zum 11. März 2011 |
| Jens B. Frederiksen (Demokraatit)              | Wohnungswesen, Infrastruktur und Klima                | ab dem 11. März 2011  |
| Agathe Fontain (Inuit Ataqatigiit)             | Gesundheit                                            |                       |
| Ane Hansen (Inuit Ataqatigiit)                 | Fischerei, Jagd und Landwirtschaft                    | bis zum 11. März 2011 |
| Ane Hansen (Inuit Ataqatigiit)                 | Fischerei, Jagd, Landwirtschaft und Veterinäraufsicht | ab dem 11. März 2011  |
| Mimi Karlsen (Inuit Ataqatigiit)               | Kultur, Bildung, Forschung und Kirche                 | bis zum 11. März 2011 |
| Mimi Karlsen (Inuit Ataqatigiit)               | Soziales, Kultur, Kirche und Gleichberechtigung       | ab dem 11. März 2011  |